# Margo Hayes
Golden Pitons
Margo Hayes est une grimpeuse américaine née en février 1998. Elle est membre du Team ABC Boulder.  En février 2017, après 7 jours de travail, elle réalise La Rambla (9a+) dont la cotation a été confirmée par de nombreuses répétitions ; la presse spécialisée la désigne comme la première femme ayant réalisé une voie de ce niveau.

## Ascensions notables
- Juin 2016, The Crew à Rifle Mountain Park, Colorado[3]
- Août 2016, Bad Girls Club à Wicked Cave, Rifle Mountain Park, Colorado. Première ascension féminine[4].
- Le 26 février 2017, elle réalise l'ascension de la Rambla cotée 9a+/5.15a[5],[6] à Siurana en Espagne. C'est la première fois que l'ascension d'une voie d'escalade de ce niveau, avec une cotation confirmée, est réalisée par une femme. Ashima Shiraishi a réalisé Open Your Mind Direct à Santa Linya, en Espagne, mais la cotation n'est pas confirmée[7],[6].
- Première féminine de Biographie, le 24 septembre 2017[8].